# Psychotria punctata
Psychotria punctata là một loài thực vật có hoa trong họ Thiến thảo. Loài này được Vatke miêu tả khoa học đầu tiên năm 1875.

## Hình ảnh

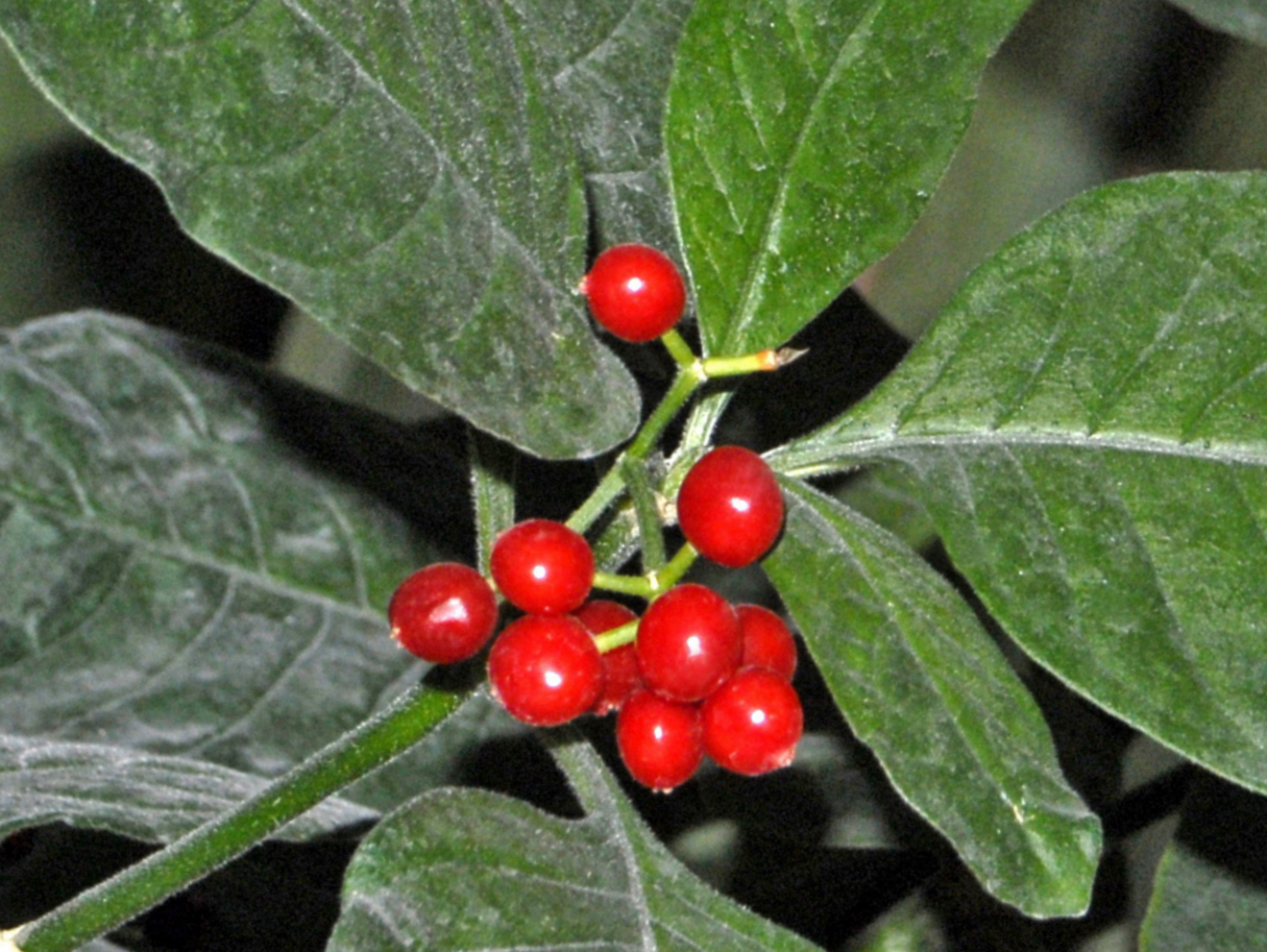
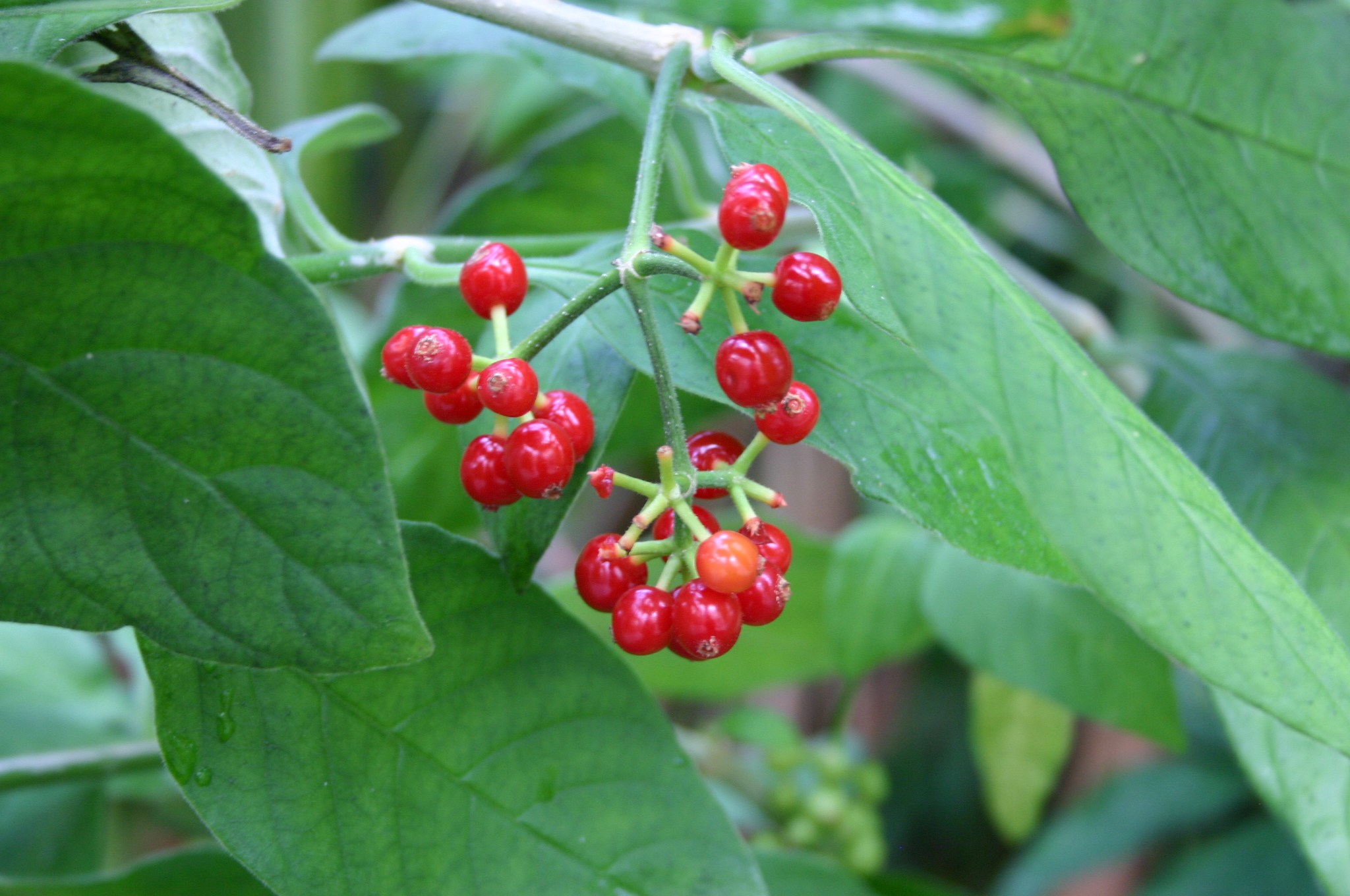